# Phalaenopsis pulchra
Phalaenopsis pulchra là một loài phong lan đặc hữu của Philippines.

## Hình ảnh

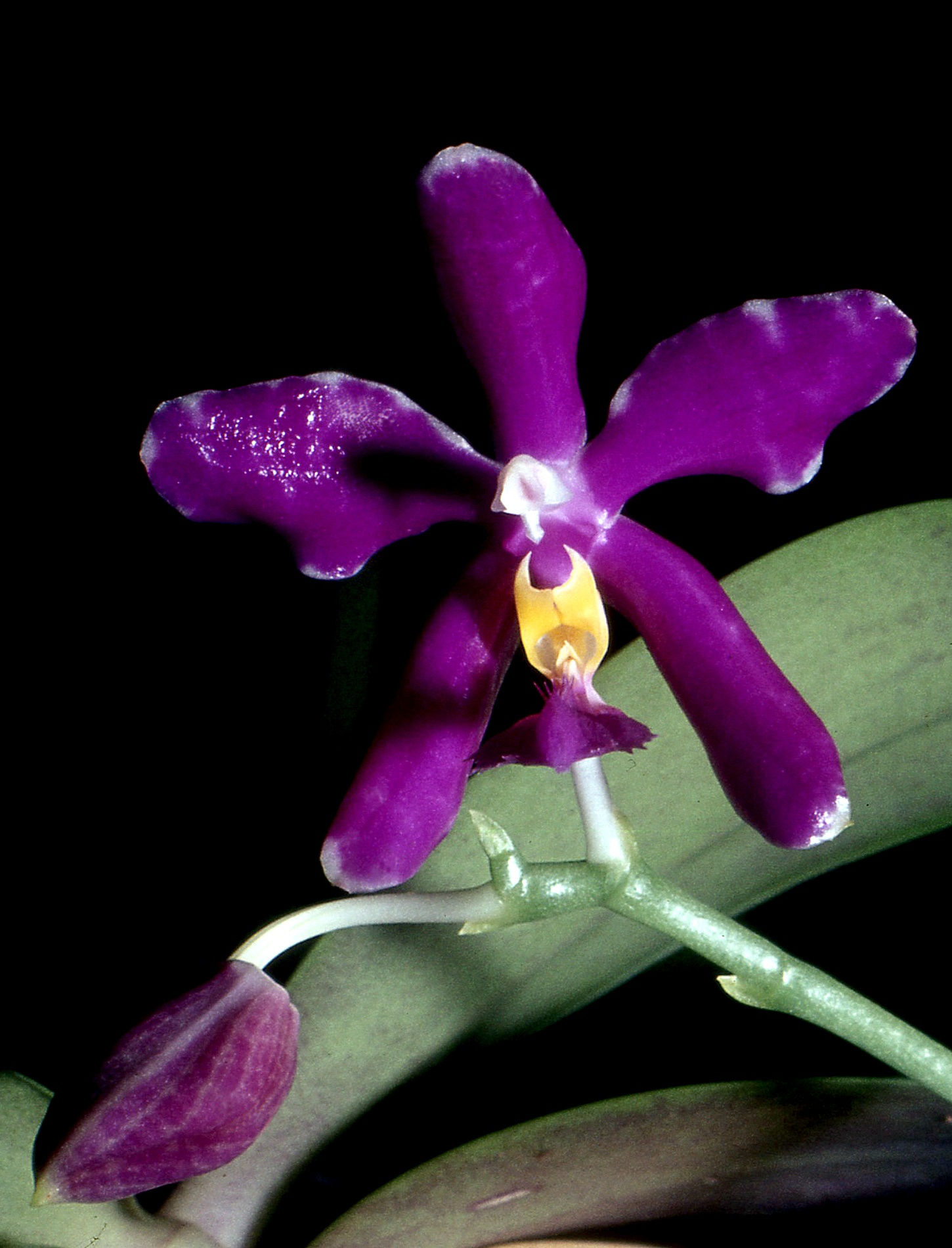
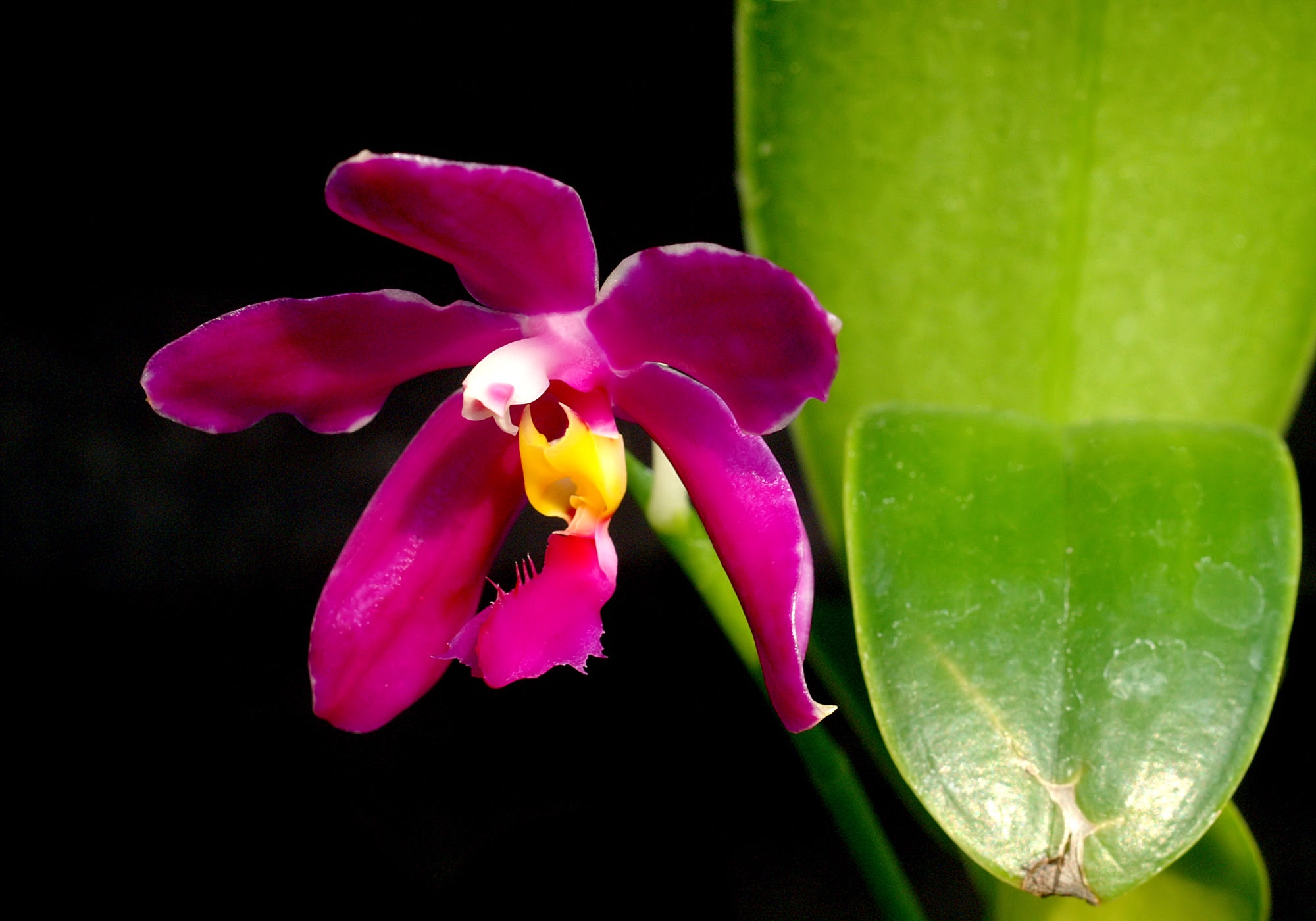